# Столетняя хорватско-османская война
Столе́тняя хорва́тско-осма́нская война́ (хорв. Stogodišnji hrvatsko-turski rat) — серия вооружённых конфликтов между Королевством Хорватия и Османской империей, начавшиеся в 1493 году с катастрофического поражения хорватов в битве при Крбаве и завершившиеся в 1593 году решительным поражением османов в битве при Сисаке (или заключением Житваторокского договора в 1606 году).
Война в основном состояла из мелкомасштабных приграничных стычек, но также наблюдались и эпизоды крупных кампаний, предпринятых османами по завоеванию хорватских земель, особенно в XVI веке. Таким образом, к концу войны османам удалось установить контроль над хорватскими территориями между реками Врбас и Купа и удерживать их до конца XVII века, когда им пришлось уступить бо́льшую их часть Габсбургам после поражения в Великой Турецкой войне.

## Предыстория
К середине XIV века Османская империя закрепилась в Европе вокруг полуострова Галлиполи. Оттуда она расширилась до границ Болгарского царства и в конечном итоге окружила византийскую столицу Константинополь. В 1361 году османы захватили Адрианополь и провозгласили его своей столицей. После битвы на Косовом поле 1389 года под контроль Османской империи перешла бо́льшая часть Моравской Сербии, а Сербский деспотат стал её вассалом; между тем, в 1396 году Болгария окончательно вошла в состав Османской империи. Эти завоевания открыли османам путь дальше на запад и позволили им достичь Боснийского, а также Хорватского и Венгерского королевств. В то время Хорватия и Венгрия находились в личной унии ещё с 1102 года; территорией Хорватии управлял королевский сановник (бан), однако Королевство Славония, которое формально входило в её состав, управлялось отдельным баном. В 1396 году Сигизмунд, король Венгрии и Хорватии, возглавил против Османской империи крестовый поход, но в последствии крестоносцы потерпели катастрофическое поражение в Никопольском сражении; после этого он обратился к укреплению приграничных территорий своих владений. Правление Сигизмунда ознаменовалось династическими распрями, которыми воспользовалась Венецианская республика, установив между 1409 и 1420 годами свой контроль над Далмацией.
Падение Константинополя в 1453 году позволило Османской империи направить больше войск для своих кампаний на Балканах. Так, в мае 1463 года османские войска под предводительством султаном Мехмедом II захватили боснийскую столицу Бобовца и казнили Степана Томашевича, последнего боснийского короля, что ознаменовало конец османского завоевания Боснии. Затем они совершили набег на соседнюю Хорватию и Венецианскую Далмацию. Летом 1463 года долины рек Сана и Уна были успешно защищены хорватским баном Павао Спиранчичем. Затем османы направили свои вторжения на юг, в хорватский регион Крбава и вокруг прибрежного города Сень. В сентябре Спиранчич потерпел поражение от османской армии и попал в плен, где вскоре и умер.
Новый король Венгрии и Хорватии Матьяш I дождался, пока основная часть османских войск покинет регион, и осенью 1463 года он возглавил армию и захватил части северной Боснии и города вдоль рек Врбас и Усора, включая крепость Яйце в декабре после 3-месячной осады. Вскоре хорватский бан Стефан III Франкопан также присоединился к кампании Матьяша I. Султан Мехмед отреагировал на эти события не сразу; вместо этого он основал Боснийский санджак на территории бывшего Боснийского королевства, который стал отправной точкой османских набегов на Хорватию. В ответ Матьяш I назначил славонского бана Имре Запольяи губернатором Боснии, чтобы организовать оборону.
В 1464 году Мехмед собрал армию, чтобы вернуть утраченные территории. Он прибыл в Боснию в июне и начал месячную осаду Яйце, но гарнизон крепости смог сдержать атаку. В ответ Матьяш I возглавил наступление на северо-восток Боснии и вдоль реки Дрина и захватил город Сребреник.

## Метод ведения войны сторон

### Османская империя

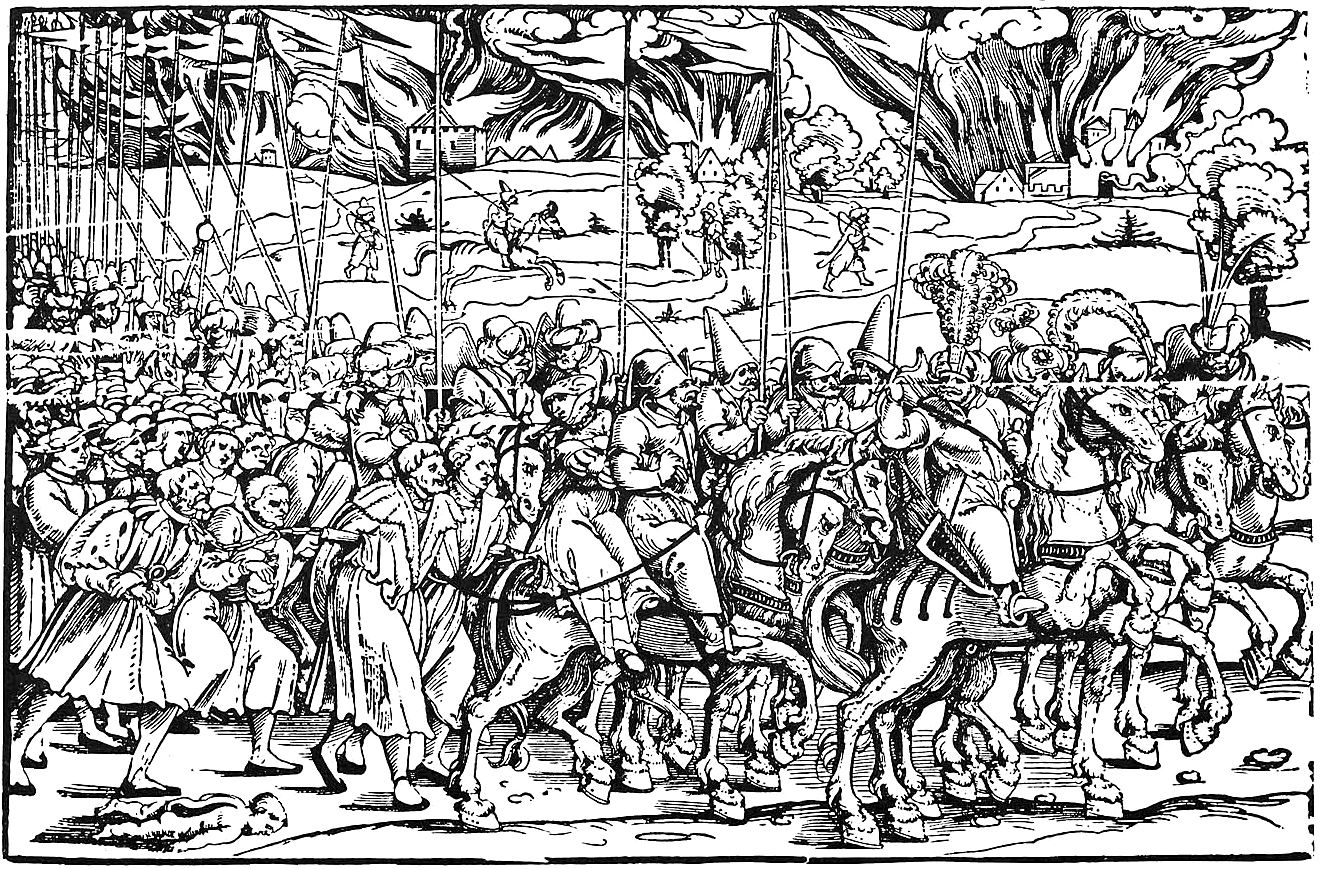
Османские всадники с христианскими пленниками. Картина немецкого художника Эрхарда Шена года

Типичная тактика османов заключалась в постоянных грабежах и опустошительных набегах, обычно проводимых нерегулярной лёгкой кавалерией, называемой акынджи. Целью этих набегов (отчасти схожих с шевоше, проводившимися англичанами во время Столетней войны) было запугать и деморализовать местное гражданское население, исчерпать экономические возможности и лишить нормальной экономической жизни приграничных районов, что могло бы ослабить оборону противника. Эта тактика была также известна как «Маленькая война» (нем. Kleinkrieg). Основными целями османских набегов, которых регулярно возглавляли местные санджак-беи, первоначально были районы Крбава и Лика. Горы и леса Хорватии служили прикрытием для отрядов акынджи, позволяя им дольше оставаться на хорватских землях. Позднее этим набегам также подверглись герцогства Крайна, Штирия и Каринтия, графство Гориция и территории, контролируемые венецианцами.
С другой стороны, хорватские и союзные христианские силы осуществляли контратаки, особенно на первых этапах войны, когда они ещё были в состоянии применять контратакующую или наступательную тактику. Несмотря на то, что отряды акынджи пытались уклониться от вражеских военных формирований, между армиями иногда всё же возникали стычки. Иногда местные армии перехватывали или преследовали возвращающихся из набега акынджи. В этот момент присутствие пленников, которых захватывали акынджи, а также тяжёлая добыча, которую они несли обратно, делали их возвращение более медленным и, следовательно, уязвимым для вражеских атак, таких как в битве при Уне в 1483 году. Пленников, захваченных в ходе этих набегов, обычно продавали в рабство на османских невольничьих рынках.

#### Зоны набегов
По мнению хорватского историка Ивана Юрковича, опасные зоны, на которые могли повлиять возможные набеги акынджи, можно разделить на три уровня:
- Первой зоной была территория Королевства Хорватия, которая не имела эффективного контроля с обеих сторон, а также части Королевства Хорватия, которые сильно страдали от османских войск и военизированных операций. Эта зона располагалась на территории Хорватии глубиной до 50 км. В основном она охватывала территории вдоль границы и позднее сформированной Военной границы. Инфраструктура и надструктура в этой зоне были разрушены и опустошены, а экономическая жизнь сильно пострадала. А также в этой зоне был высокий уровень эмиграции, в основном во вторую и третью зоны (а иногда и за границу).
- Вторая зона лишь время от времени подвергалась набегам османских регулярных и нерегулярных войск. Этот район контролировался хорватскими банами, и экономическая жизнь в нём всё ещё функционировала. Уровень численности населения был стабильным и получал непрерывный приток перемещённых лиц из первой зоны. Хорватская знать использовала эту зону как опорный пункт и базу для обороны или попыток вернуть свои владения в первой зоне. Эти районы жили как экономическая опора армий.
- Третья зона по сути представляла собой зону, бо́льшая часть которой была свобода от османских набегов, хотя некоторые районы иногда всё же подвергались набегам[26].

### Королевство Хорватия
Вооружённые силы Хорватского королевства основывались на бандериальной системе, в которой участвовали солдаты, получавшие жалованье от бана, а также магнаты и дворяне. Из-за затрат на техническое обслуживание и гористой местности Хорватии пехота значительно превосходила кавалерию. Части среднего и низшего дворянства представляли собой наиболее многочисленную составляющую хорватских вооружённых сил. Этим армиям не хватало мобильности, поскольку члены благородных семей были привязаны к своим часто разбросанным владениям, которые были уязвимы для атак акынджи. Хорватская знать собирала свои войска по просьбе своих графов или главы жупана (графства). Такая система мобилизации была медленной и не могла вовремя отреагировать, чтобы предотвратить вторжение быстрой османской лёгкой кавалерии. Хотя набеги акынджи обычно были успешными, силы хорватского бана и местной знати иногда перехватывали эти отряды на обратном пути на территорию, контролируемую Османской империей. Так, в 1475 и 1478 годах графы рода Зринских устроили засаду на возвращавшиеся после набега османские войска и разгромили их в долине реки Уна.
В 1476 году в целях лучшей военной организации пост бана Хорватии был объединён с постом бана Славонии, что способствовало процессу политической интеграции между Хорватией и Славонией. Несмотря на всё упомянутое ранее, опасность со стороны османов не остановила внутренние конфликты между хорватской и славонской знатью, что ещё больше подорвало эффективную оборону.

## Хорватия в личной унии с Венгерским королевством

### Ранние столкновения

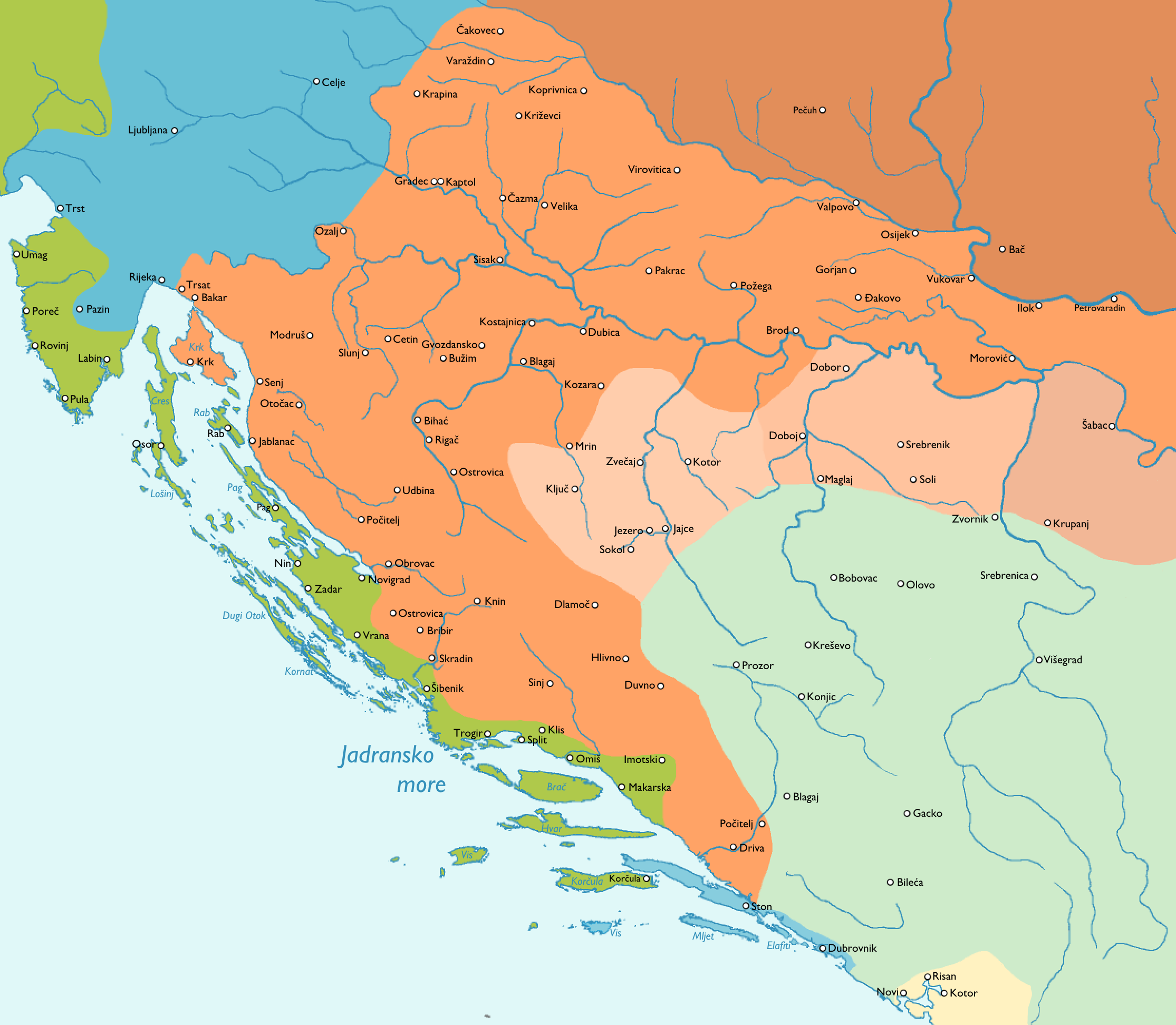
Ярко-оранжевым цветом обозначен банат Яйце — один из двух банатов (оборонительных провинций), созданных венгерским и хорватским королём Матьяшем I в 1463 году для защиты Хорватии от османских вторжений

После падения Боснийского королевства перед османами в 1463 году венгерский и хорватский король Матьяш I основал банаты Яйце и Сребреник, которые стали центром его новой оборонительной системы. Хотя она столкнулась с трудностями с координацией и финансами, система в конечном счёте обеспечила защиту Северной Хорватии, Славонии и Южной Венгрии от османских набегов, но Адриатическое побережье и Южная Хорватия всё ещё оставались незащищёнными. Крепости Книн, Клис и Скрадин составляли главную линию обороны Хорватии, а Крупа, Бихач, Оточац и Сень — тыловую линию. Позднее, в 1469 году, было сформировано Сеньское капитанство как военная и административная единица в рамках оборонительной системы Матьяша I. В 1467 году отряды акынджи совершили набег и разграбили окрестности Задара и Шибеника. Это произошло снова в 1468 и 1469 годах, вместе с набегами вокруг Сеня и через реку Купа в герцогство Крайна. Ещё один набег на Южную Хорватию последовал в июне 1469 года, в результате которого в плен акынджи попало несколько тысяч человек. От этих набегов особенно пострадали поместья Франкопанов и Курьяковичей, которые были одними из крупнейших дворянских родов Хорватии. Франкопаны также были поражены мерами централизации Матьяша I и были лишены Сеня и ряда других владений.
После завоевания Боснии к 1465 году османы также расширили свои владения на бо́льшую часть земель Степана Вукчича Косачи, влиятельного боснийского дворянина из рода Косачи. Так, в 1466 году они захватили город Мостар, а в 1470 году основали на этой территории Герцеговинский санджак.

### Битва при Крбаве

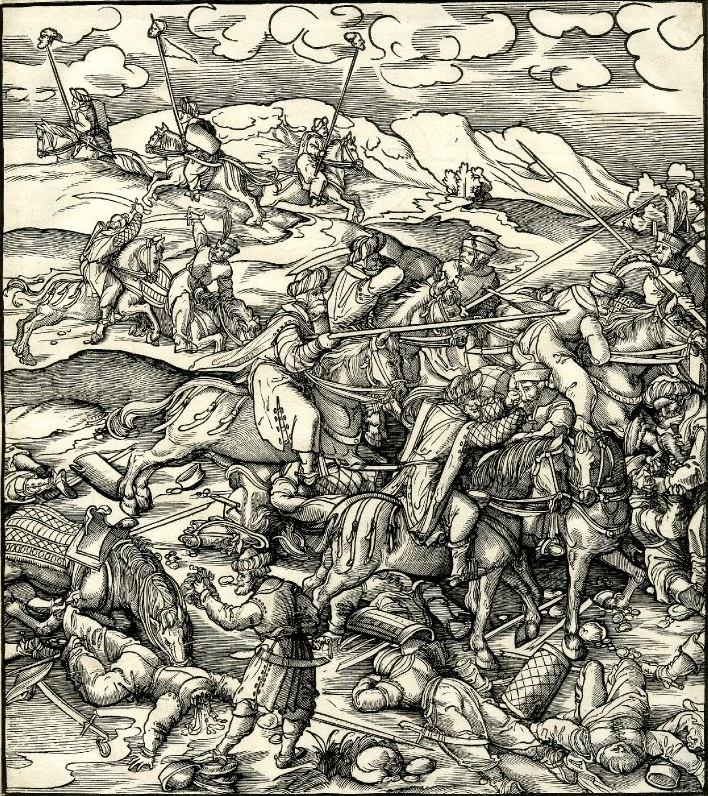
Битва на Крбавском поле в 1493 году. Иллюстрация немецкого художника Бек, Леонхард годов

Вторжения продолжались и при султане Баязиде II, но с меньшей интенсивностью, чем в 1470-х годах. В 1482 году османы захватили Херцег-Нови, завершив тем самым завоевание владений Степана Косачи. В 1483 году армия под предводительством хорватского бана Матиаса Гереба разгромила отряд акынджи в битве при Уне недалеко от Нови-Града. Позже в том же году между Баязидом II и Матьяшем I был подписан мирный договор сроком на 7 лет. К тому времени постоянные войны оставили многие хорватские деревни опустошёнными и почти полностью остановили основной торговый путь между Сеньем и Загребом и в Венгрию. Тем временем в 1490 году умирает Матьяш I. Ему наследовал чешский король Владислав II (коронованный как Уласло II), чья мать по материнской линии была внучкой Сигизмунда, бывшего короля Венгрии. Когда срок мирного договора истёк, военные действия возобновились. В 1491 году хорватские войска разбили ещё один отряд акынджи, возвращавшийся из герцогства Крайны, в битве при Врпилском ущелье в Лике. Это поражение вынудило османов прекратить свои атаки в течение следующего года.
Попытки Франкопанов восстановить в июле 1493 года контроль над городом Сень, ранее отнятым у них королём Матьяшем I с целью создать в Сене капитанство в рамках своей оборонительной системы, вскоре привели к конфликту с хорватским баном Эмериком Деренчином, который в августе осадил замок Соколац, принадлежавший Франкопанам. Между тем, новости о том, что ещё один отряд акынджи возвращается из набега в сторону Боснии через Хорватию, вынудили их быстро заключить перемирие и прекратить осаду. Деренчин собрал армию, состоящую из нескольких хорватских дворян и их отрядов, и попытался заблокировать путь османов обратно в Боснию. Он решил сразиться с османской армией в открытом бою, хотя хорватская знать безуспешно настаивала на том, что лучшим вариантом будет устроить засаду в горах. 9 сентября хорватская армия столкнулась с османскими войсками возле Удбины в Лике и потерпела крупное поражение в битве на Крбавском поле; османская стратегия и тактика, использованные в этой битве, оказались лучше, чем у хорватской стороны. Хотя исход битвы не был сразу ощутим, он ускорил упадок власти дворянства, особенно низшего и среднего.

### Хорватская знать предоставлена сама себе
В 1503 году между Венгрией и Османской империей был заключён ещё один мирный договор сроком на 7 лет. Последняя сохранила при этом контроль над стратегически важными городами-крепостями, такими как Каменград и Ключ, которые отделяли банат Яйце от Хорватии. Договор был продлён в 1511 году, но с восшествием на османский престол в 1512 году нового султана Селима I все мирные договоры были аннулированы. Осенью того же года банат Сребреник был захвачен османами.
Тем временем в Хорватии бан Петар Бериславич продолжал защищать страну от османов. В 1513 году он одержал крупную победу в битве при Дубице у реки Уна. Он также принял участие в битве при Яйце в 1518 году, но в конце концов был убит в османской засаде возле горы Плешевица в 1520 году.
После смерти Бериславича новый венгерский король Людовик II не смог назначить новый бан для Хорватии; венецианские дипломаты при дворе в венгерской столице Буде даже утверждали, что они слышали, как он говорил, что «Хорватия для него ничего не значит». Услышав эту новость, хорватская знать начала переговоры с османами о том, чтобы стать их вассалом и платить им дань.

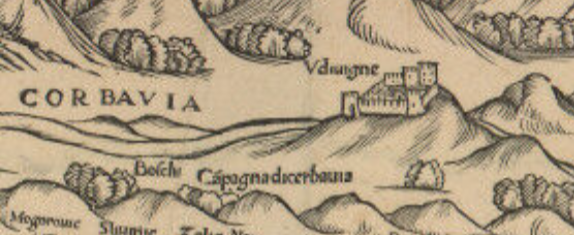
Замок Удбинский замок, резиденция хорватского бана Карлович, Иван, на карте венецианского картографа Маттео Пагано года

Наконец, после падания Белграда перед османами в 1521 году, король Людовик назначил новым баном Хорватии Ивана Карловича, бывшего кондотьера Венеции. Поскольку, защищая свои владения в Хорватии, он также защищал венецианские земли от османских вторжений, Карлович финансировал оборону Хорватии также за счёт венецианских денег. В борьбе против османов он старался больше полагаться на помощь эрцгерцога Австрии Фердинанда I Габсбурга, чем на венгерского короля, которого он считал ненужным ему. Фердинанд предоставил ему некоторые войска для защиты Хорватии, однако его поддержка была ограниченной, поскольку внутриавстрийские герцогства выступали против постоянного размещения своих войск за пределами Священной Римской империи. Несмотря на это, Фердинанду всё же удалось расширить своё влияние в Хорватии. В мае 1522 года, после двух предыдущих попыток в 1513 и 1514 годах, которые не увенчались успехом, боснийский санджак-бей Гази Хусрев-бег осадил крепость Книн, старую столицу Хорватии. Карлович со всех сил собирал силы помощи для снятия осады, однако 29 мая командир гарнизона Книна Михайло Войкович сдал крепость османам в обмен на свободный выезд своих солдат. Через несколько дней сдался и город Скрадин. Падение Книна придала дополнительный импульс османскому наступлению, в то время как ведущая роль в обороне Хорватии к югу от реки Сава перешла к Бихачу. После падения Книна и Скрадина верховный военачальник Габсбургов Никлас фон Зальм прибыл в Хорватию, чтобы проконсультироваться с Карловичем о дальнейшей защите от османов. В 1524 году Карлович подал в отставку с поста хорватского бана, в связи с тем, что постоянное состояние войны против османов привело к разорению всех его владений, что сильно обеднило его. При этом ослабевший король Венгрии (в состав которой Хорватия всё ещё входила формально) не оказал ему никакой помощи.

### Период междуцарствия

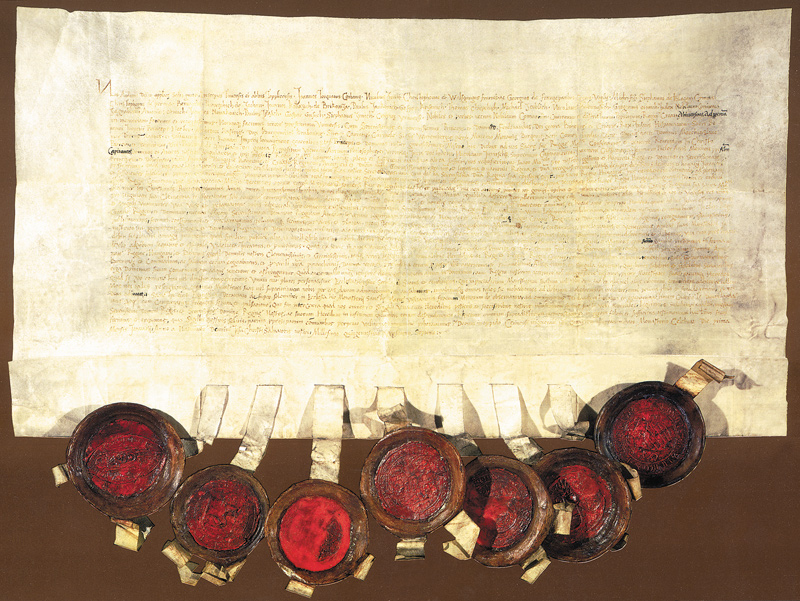
Цетинская хартия от 1 января 1527 года, подтверждающая избрание Фердинанда I Габсбурга на должность короля Хорватии. В хартии изображены печати наиболее выдающихся хорватских дворян, а также хорватская печать

В 1526 году османские войска под предводительством султана Сулеймана Великолепного нанесли венгерской армии решительное поражение в битве при Мохаче, что привело к краху Венгерского королевства. Помимо этого, в этой битве погиб молодой король Чехии и Венгрии Людовик II, у которого ещё не было наследника. Престол Чехии в итоге унаследовал муж старшей сестры Людовика Фердинанд I из династии Габсбургов. Большинство хорватской знати также поддержало Фердинанда, однако венгерская знать не признала его и выдвинула на престол Яноша I Запойяи, воеводу Трансильвании, что привело к гражданской войне.
1 января 1527 года хорватский парламент заседал в Цетинграде и единогласно избрал Фердинанда королём Хорватии. Хотя при избрании Фердинанд дал обещание оказать как финансовую, так и военную помощь избравшей его хорватской знати, в действительности вскоре стало ясно, что он не в состоянии полностью сдержать свои обещания. Хорватская знать постоянно просила его инвестировать как в реконструкцию укреплений на границах с Османской империей, так и направить войска для их укомплектования, аргументируя это обычно тем, что, защищая Хорватию, Фердинанд фактически защитит и Священную Римскую империю от османских вторжений. В какой-то момент хорваты даже намекнули ему о их возможности перехода на другую сторону и предоставления османским армиям свободного прохода через Хорватию для нападения на Священную Римскую империю. Однако Фердинанд, который вложил бо́льшую часть своих сил в гражданскую войну против Запойяи, мог предложить им лишь ограниченную помощь, прежде чем гражданская война будет разрешена.

## Хорватия в составе Габсбургской империи

### Османские наступления в период междуцарствия
Гражданская война между Фердинандом Габсбургом и Яном Запойяи за венгерскую корону дали османам возможность захватить хорватские крепости в Оброваце, Удбине, Комиче и Мршине, посредством чего они утвердили свой контроль над всем уездом Крбава и подготовили почву для дальнейшего продвижения к Лике. К апрелю 1529 года хорватский бан Иван Карлович писал в своих письмах, что османская кавалерия захватила Лику и Крбаву, сделав их своим плацдармом для дальнейших атак на Хорватию и Крайну два года спустя.
Падение Яйце в 1528 году, Пожеги в 1536 году, Клиса в 1537 году, а также Надина и Враны в 1538 году переместило хорватско-османскую границу примерно до линии Пожега — Бихач — Велебит — Зрманя — Цетина.

### Кампания Кацианера

Карта Кампания Кацианера 1537 года

В 1537 году, после победы над Запойяи в гражданской войне и в результате постоянного давления со стороны хорватской знати, Фердинанд Габсбург назначил одного из своих опытных полководцев Иоганна Кацианера верховным королевским капитаном «всего Славонского Королевства» на совместном хорватско-славонском парламенте, состоявшемся в Крижевцах весной 1537 года. Этот парламент в итоге объявил всеобщую кампанию против османов, чтобы не допустить их дальнейшего продвижения на Западную Славонию. Ответственность за логистику предстоящей кампании взял на себя Загребский епископ Симон Эрдёди. Однако тот же парламент отказался утвердить Кацианера на посту верховного главнокомандующего, что оставило этот важный вопрос нерешённым до начала наступления. В августе того же года армия численностью 24 тыс. человек собралась возле Крапивницы и двинулась в Славонию, чтобы прогнать османов; их главной целью был город Осиек. Когда армия Габсбургов достигла Вировитицы, разгорелись конфликты между разными командирами, а также закончились продовольствия у армии. Затем осенние дожди вызвали болезни среди солдат, что привело к тяжёлым потерям. Поскольку гарнизон Осиека был усилен подкреплением Мехмед-бега Яхьяпашича и, таким образом, стал слишком сильным, чтобы его можно было регулярно осаждать, Кацианер в конце концов приказал своей армии отступить. Однако по пути его армия была перехвачена османами и в конечном итоге оказалась возле села Горяни. Высшие командиры, такие как Кацианер и епископ Эрдёди, бежали за ночь до битвы, а остатки самой армии были полностью уничтожены османами в битве при Горяне 9 октября 1537 года.

### Военная граница

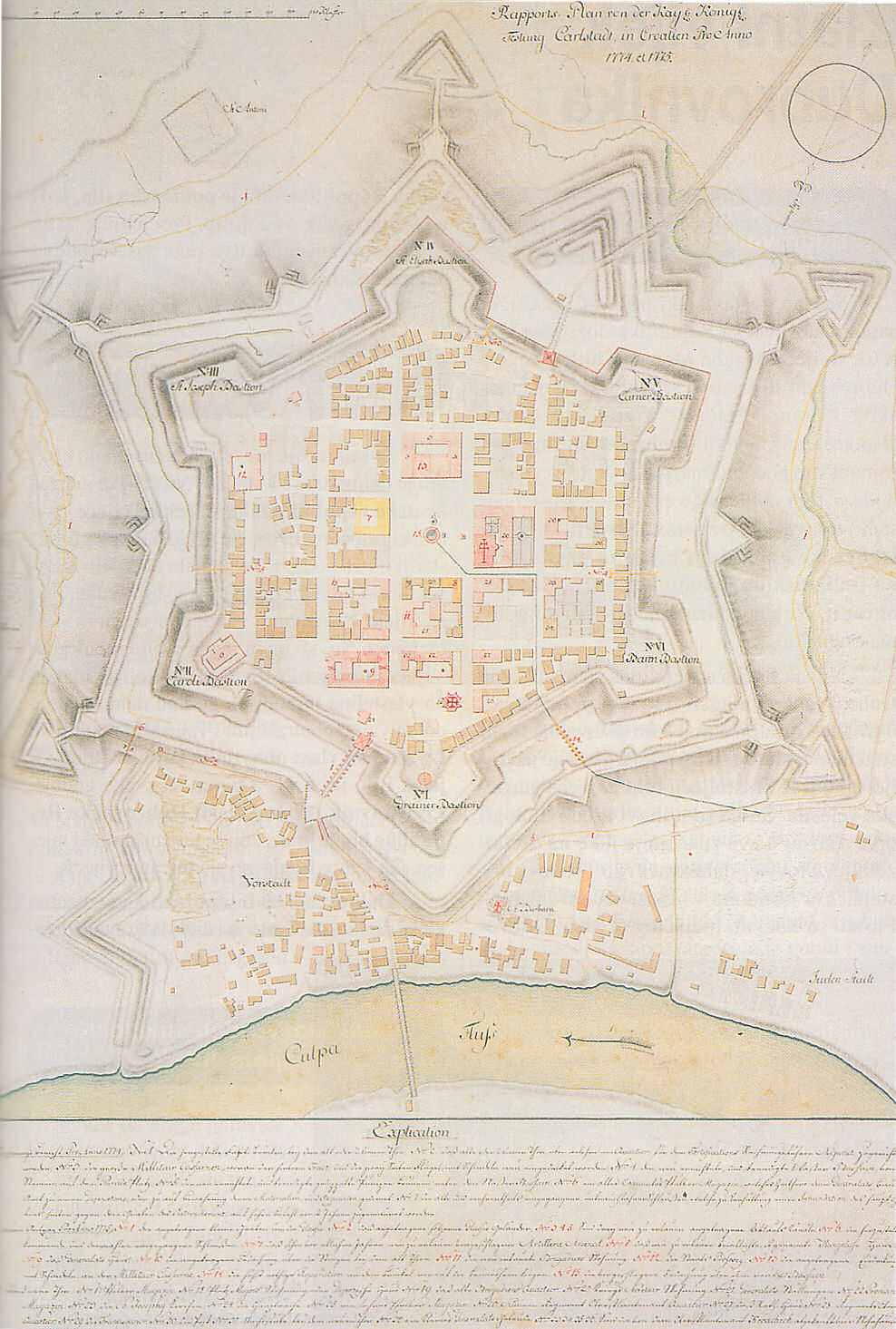
Изображение звездообразного форта эпохи Возрождения в городе Карловац, который был основан во второй половине XVI века как опорный пункт защиты от османов

Провал кампании Кацианера стало поворотным моментом и убедило как Габсбургского короля, так и хорватско-славонскую знать обратиться к созданию оборонительной буферной зоны, которая будет опираться на систему укреплений в приграничных землях. Старые средневековые укрепления в этом районе пришлось укрепить и реконструировать в соответствии с современными стандартами эпохи Возрождения. Точно так же объединённые армии, противостоящие османам, должны были быть объединены под общим командованием, чтобы избежать разногласий между командирами. Оборонительная система также должна была постоянно и систематически хорошо финансироваться. Это привело к созданию Военной границы. Эта буферная зона ещё в XVI веке была разделена на более мелкие капитулы. Несколько подобных городов образовывали границу, так, например, на территории, прилегающей к Османской Славонии, существовала Славонская граница. Славонская граница продолжала расширяться, образуя продолжение хорватской границы, центром которой с 1579 года был недавно построенный город Карловац. Каринтийская, Краинская и Штирийская знати согласилась частично финансировать Военную границу, чтобы сдержать османов в Хорватии/Славонии и, таким образом, предотвратить их вторжение на их собственные земли. Истощённая в финансовом отношении хорватская знать иногда отдавала свои форты своим штирийским/краинским союзникам, поскольку у неё не было денег на их содержание и защиту. Территория между сёлами Бович и Бркишевина финансировалась за счёт бана Хорватии и поэтому называлась «Банская земля» (хорв. Banska krajina), впоследствии названная «Бановина» или «Бания». В отличие от остальной части Военной границы, за защиту которой отвечали военные власти Габсбургов, защита Банской земли подпадала под ответственность Хорватии.
Помимо регулярных гарнизонов в фортах Военной границы, войска также были размещены в деревянных частоколах меньшей квадратной формы с четырьмя оборонительными башнями по углам, предназначенных для защиты местных жителей во время османских вторжений. В случае нападения противника охранник на наблюдательном пункте предупреждал свои войска о приближающемся противнике либо стрельбой из ружья, либо зажиганием огня. Такая организованная служба позволила быстро мобилизоваться в случае османского вторжения.
В январе 1539 года король Фердинанд направил армию из 3000—4000 испанских наёмников в Славонию для укомплектования укреплений, а Никола Джуришич был назначен верховным королевским капитаном в Славонии вместо Кацианера. Он также призвал знать хорватско-славянского парламента должным образом снабдить вновь прибывшую испанскую армию продовольствием и зарплатой.
Хорватско-славонский парламент также решил набрать 300 сильных отрядов харамидже, чтобы противостоять частым набегам османских мартолосов. Прибытие испанской армии в Славонию временно остановило османские завоевания, поэтому в период 1539—1540 годов в Славонии не было крупных территориальных потерь.
К концу 1540 года Османская империя оккупировала хорватские владения между Скрадином и Карином, ликвидировав их как буферную зону между османской и венецианской территориями в Далмации. К 1573 году остальная часть внутренних территорий Далмации, которая теперь в значительной степени контролировалась венецианскими городами, ещё больше сократилась в результате османского наступления. В 1580 году Османская империя образовала Боснийский эялет, объединив Боснийский, Герцеговинский, Ликский, Пакрацский, Зворницкий и Пожегский санджаки, а также добавив к нему Призренский и Вучитрнский санджаки. Это привело к образованию огромной провинции под контролем боснийского паши, которая также включила в себя завоёванные хорватские земли.

### Великое наступление Хасан-паши

Карта начала 1576 года. Оранжевым цветом обозначена Хорватия, зелёным — территории, завоёванные османами

В 1590 году Османская империя заключила мирный договор с Сефевидской Персией, положив тем самым конец турецко-персидской войне. Хотя сам султан Мурад III выступал за сохранение мира и даже подписал в 1591 году новый мирный договор с Габсбургами сроком на 8 лет, его великий визирь Коджа Синан-паша предпочёл продолжить войну на западных границах Османской империи. В связи с этим вскоре он призвал недавно назначенного бейлербея Боснийского эялета Телли Хасан-пашу начать провокации на османско-хорватской границе, чтобы спровоцировать ответные действия со стороны хорватов, которые могли бы убедить Габсбургского короля начать новую кампанию против османов.
Весной того же года османы построили понтонные мосты через реку Сава возле города Градишка и начали собирать войска в Баня-Луке. В 1591 году Хорватский сабор в Загребе получил разведывательное сообщение о том, что Хасан-паша собрал войска из всех санджаков, находящихся под его командованием, и собирается начать атаку на один из фортов хорватского приграничного города. Хорватский сабор в ответ объявил всеобщую мобилизацию по всей стране.
В августе 1591 года армия Хасан-паши численностью от 35 до 16 тыс. человек переправилась через реку Сава и двинулась к Сисакской крепости. Крепость в конечном итоге была осаждена, но 11 августа из-за недостаточной военной мощи османам пришлось снять осаду и отступить обратно в Градишку. Армия Славонской границы и хорватский бан в ответ осадили форт Мославина и вскоре вынудили его гарнизон сдаться. В ответ осенью того же года Хасан-паша отправил около 5-тысячный отряд акынджи на Славонскую военную границу с целью грабежа местного населения, но его отряд был перехвачен и частично уничтожен местными христианскими капитанами недалеко от города Градец. 6 ноября 1591 года османы успешно захватили форт Рипач.
В 1592 году османы возобновили наступление на Хорватию и в июне 1592 года сумели осадить и захватить город Бихач. Месяц спустя дальнейшие военные действия привели к битве при селе Брест-Покупского, которая также закончилась решающей победой османов. Однако это поражение христиан вызвало тревогу на большей части Габсбургской монархии, поэтому христианские армии начали стекаться в Хорватию со всей Европы. Решающая битва произошла в июне 1593 года у города Сисак, когда Хасан-паша в третий раз попытался захватить Сисакскую крепость, и закончилась решительной победой христиан. Сам Хасан-паша погиб в бою. Вскоре после этого бо́льшая часть христианского подкрепления вернулась домой.
Между тем, новости о поражении османов под Сисаком достигли Константинополя, столицы Османской империи. Услышав эту новость, разгневанный султан Мурад III решил объявить войну Габсбургам, начав Тринадцатилетнюю войну в Венгрии.

## Итоги
Несмотря на то, что поражение Османской империи под Сисаком в июне спровоцировало начало Тринадцатилетней войны в Венгрии, к концу её Габсбургам удалось заключить довольно выгодный мирный договор в 1606 году. По мнению хорватского историка и тюрколога Ненада Моачанина, провал наступления Хасан-паши и его смерть под Сисаком положили начало периоду XVII века, который характеризовался относительной стабильностью хорватско-османской границы. Из-за внутренних проблем, с которыми она столкнулась (мятежи, инфляция, кризис Тимариотской системы), Османская империя потеряла свой наступательный потенциал, который она имела раньше, поэтому в дальнейшем вместо наступательных попыток против Хорватии Османская империя начала укреплять свою оборону вдоль границы с хорватскими землями, заняв тем самым более оборонительную позицию.
Хотя Хорватское Королевство потерпело военные поражения и к концу войны его территория сократилась до 16,8 тыс. км² (то, что историки иногда даже называют превращением Хорватии в «остатки остатков»), оно продолжало существовать, сохраняя свою идентичность, религию и культуру под властью Габсбургской монархии. Кроме того, некоторые хорваты на территориях, захваченных османами, остались там, потому что Порта поддерживала этническое разнообразие. Многие из них в конечном итоге приняли ислам в течение следующих столетий под властью Османской империи. Районы Бихач и Велика-Кладуша также были исламизированы.

## Оценки
Столетняя борьба хорватов против османов не осталась незамеченной в политических кругах европейских государств. Огромный объём сведений о войне записан в «Monumenta Hungariae Historica, Codex diplomaticus partium Regno Hungariae adnexarum» от 1903 года, содержащем более 600 документов.

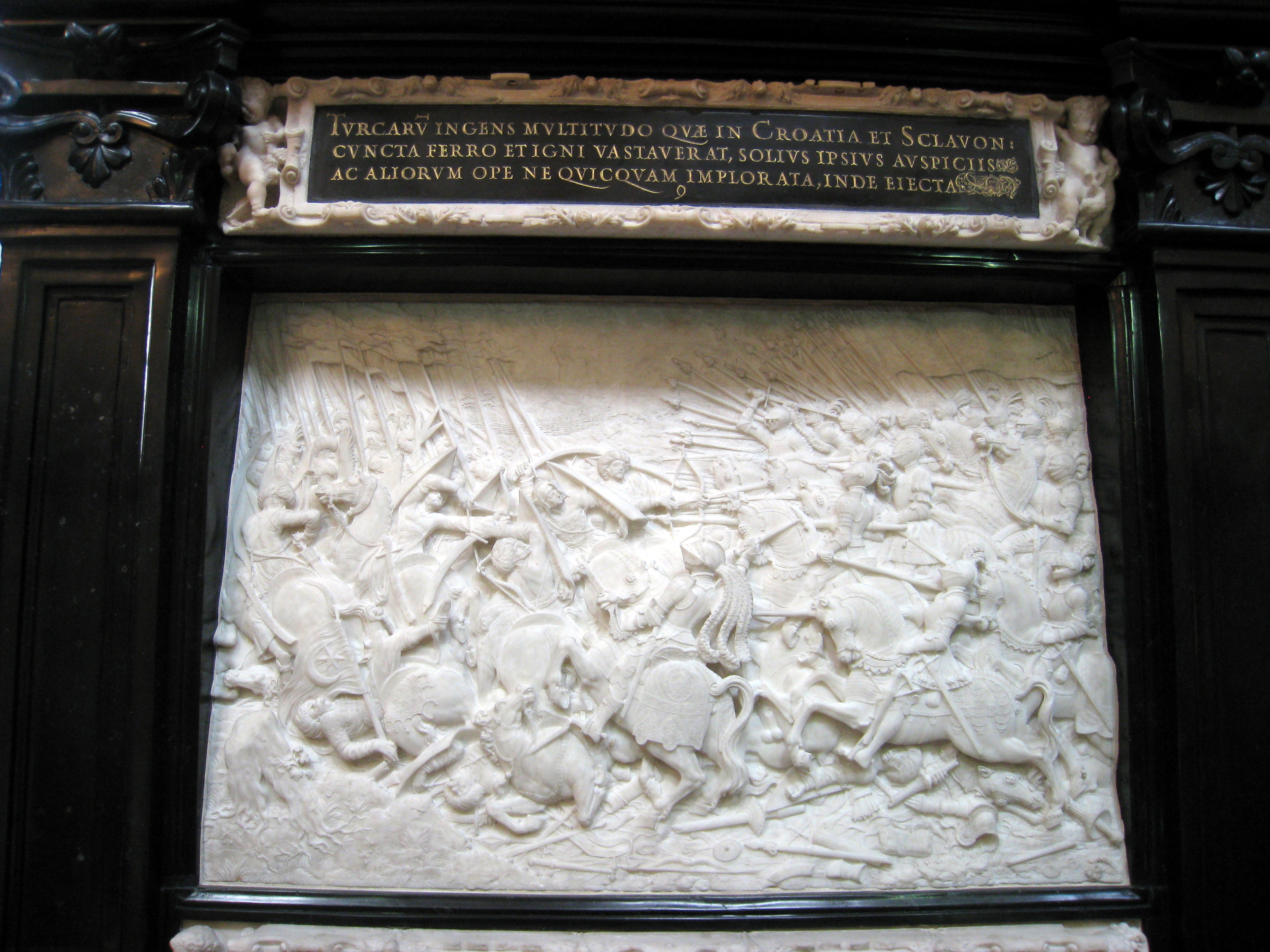
Изображение битвы между хорватами и османами на кенотафе Максимилиана I, императора Священной Римской империи, в Инсбруке, Австрия

Поражение хорватов в битве при Крбаве в 1493 году было зафиксировано чешским путешественником Яном Гасиштейнским из Лобковиц во время его пребывания в Задаре; он описал горе и страдания хорватов после битвы. Известие об этой битве также дошло до Виндзорского двора английского короля Генриха VII Тюдора после того, как Папа Римский Александр VI сообщил об этом в одном письме. В своём ответе Генрих VII назвал эту новость «очень тревожной». Об этом услышали и немецкоязычные страны, и в 1493 году в Вене была напечатана брошюра об этой битве. Нападения Османской империи на Хорватию также обсуждались на германском имперском сейме (рейхстаге). В 1519 году Папа Лев X назвал Хорватию «Antemurale Christianitatis» (с лат. — «Оплот христианства»), поскольку хорваты внесли значительный вклад в борьбу христианской Европы против турок-мусульман.
В 1522 году хорватский дворянин Бернардин Франкопан произнёс свою знаменитую серию латинских речей под названием «Oratio pro Croatia» (с лат. — «Речь за Хорватию») на германском императорском сейме в Нюрнберге. В своих выступлениях Франкопан просил немцев о помощи против «общего врага нашей святой веры» и просил больше помощи у Запада.
После битвы при Сисаке в 1593 году Папа Климент VIII похвалил Андреаса фон Ауэршперга и хорватского бана Тамаша Эрдёди за их роль в битве. Испанский король Филипп II даже назвал Эрдёди рыцарем ордена Сан-Сальвадора и послал ему золотую жемчужную цепочку с гербом этого ордена.

### Статьи и журналы
На английском языке
- Grgin Borislav[хорв.]. The Ottoman influences on Croatia in the second half of the fifteenth century (англ.) // Historical Contributions. — Zagreb: Croatian Institute of History[хорв.], 2003. — 17 March (vol. 21 (iss. 23). — P. 87—102.

На хорватском языке
- Font Márta[венг.]. Ugarsko Kraljevstvo i Hrvatska u srednjem vijeku (хорв.) // Historical Contributions. — Zagreb: Hrvatski institut za povijest[хорв.], 2005. — 1 srpnja (vol. 24, sv. 28). — Str. 7—22.
- Gunjača Stjepan[хорв.]. Tiniensia archaeologica – historica – topographica II (хорв.) // Starohrvatska prosvjeta[хорв.]. — Split: Muzej hrvatskih arheoloških spomenika[англ.], 1960. — 15 rujna (vol. 3, sv. 7). — Str. 7—142. — ISSN 0351-4536.
- Jurković Ivan[хорв.]. Turska opasnost i hrvatski velikaši – knez Bernardin Frankopan i njegovo doba (хорв.) // Zbornik Odsjeka za povijesne znanosti Zavoda za povijesne i društvene znanosti Hrvatske akademije znanosti i umjetnosti. — Zagreb: Hrvatska akademija znanosti i umjetnosti, 2000. — 1 ožujka (vol. 17). — Str. 61—83.

### Книги
На английском языке
- Tanner Marcus. Croatia: A Nation Forged in War (англ.). — New Haven, CT: Yale University Press, 2001. — 349 p. — (Yale Nota bene). — ISBN 978-0-30009-125-0.
- Tracy James[англ.]. Balkan Wars: Habsburg Croatia, Ottoman Bosnia, and Venetian Dalmatia, 1499–1617 (англ.). — Lanham, MD: Rowman & Littlefield, 2016. — 456 p. — ISBN 978-1-44221-360-9.

На хорватском языке
- Grgin Borislav[хорв.]. Zbornik Drage Roksandića (хорв.) / ed. Damir Agičić[хорв.], Hrvoje Petri & Filip Š. Šegvić[англ.]. — Zagreb: FF Press, 2019. — 1232 S. — ISBN 978-9-53175-707-2.
- Kekez Hrvoje. Stjepan Tomašević (1461. – 1463.) – slom srednjovjekovnoga Bosanskog Kraljevstva: zbornik radova sa Znanstvenog skupa održanog 11. i 12. studenoga 2011. godine u Jajcu (хорв.) / ed. Ante Birin. — Zagreb: Hrvatski institut za povijest[хорв.], 2013. — 296 S. — ISBN 978-9-53784-022-8.
- Klaić Vjekoslav. Povijest Hrvata: treće doba: Vladanje kraljevaiz raznih porodica (1301. – 1526.) (III) doba kralja Matijaša Korvina i Jagelovića 1458. – 1526.) : od najstarijih vremena do svršetka XIX stoljeća. knj. IV (хорв.). — Zagreb: Nakladni zavod MH, 1988. — 456 S. — (Biblioteka Hrvatske povjesnice). — ISBN 978-8-64010-051-9.
- Kruhek Milan[хорв.]. Krajiške utvrde i obrana hrvatskog kraljevstva tijekom 16. stoljeća (хорв.). — Zagreb: Instituta za suvremenu povijest[хорв.], 1995. — 404 S. — (Biblioteka Hrvatska povjesnica: Monografije i studije). — ISBN 978-9-53632-403-3.
- Mažuran Ive[англ.]. Hrvati i Osmansko Carstvo (хорв.). — Zagreb: Golden marketing, 1998. — 364 S. — (Biblioteka Povijesna istraživanja). — ISBN 978-9-53616-838-5.
- Smičiklas Tadija. Poviest hrvatska (хорв.). — Zagreb: Matica hrvatska, 1879. — Vol. 2. — 496 S.